# Malthodes pinnatus
Malthodes pinnatus is een keversoort uit de familie soldaatjes (Cantharidae). De wetenschappelijke naam van de soort werd in 1871 gepubliceerd door Ernst August Hellmuth von Kiesenwetter.